# Bojan Letić
Bojan Letić (Brčko, Bosnia y Herzegovina, 21 de diciembre de 1992), también conocido como Letić, es un futbolista bosnio que juega como defensa en el Sabah F. K. de la Liga Premier de Azerbaiyán.

## Trayectoria
Se formó en el F. K. Kozara Gradiška, con el que llegó a debutar en la Premijer Liga durante la temporada 2011-12. En las siguientes temporadas vistió las camisetas del Borac Šamac, Velež Mostar y del M. Š. K. Žilina eslovaco, al que llegó en la temporada 2014-15. Con este último ganó la liga nacional.
En la temporada 2017-18 jugó en el M. F. K. Karviná de la República Checa antes de regresar a Bosnia de la mano del F. K. Sarajevo.
En enero de 2020 se convirtió en nuevo jugador del F. K. Radnički Niš de Serbia. El 6 de agosto de ese mismo año se confirmó su fichaje por el C. D. Mirandés, en ese momento en la Segunda División de España, por dos temporadas.
Abandonó Miranda de Ebro a inicios de 2022 antes de seguir su carrera en el Sabah F. K.

## Selección nacional
Formó parte de la selección sub-21 de Bosnia y Herzegovina entre los años 2013 y 2014.

## Palmarés

### Títulos nacionales
| Título                  | Club            | País       | Año  |
| ----------------------- | --------------- | ---------- | ---- |
| Superliga de Eslovaquia | M. Š. K. Žilina | Eslovaquia | 2017 |
| Copa de Azerbaiyán      | Sabah F. K.     | Azerbaiyán | 2025 |